# Kowale Księże
Kowale Księże – wieś w Polsce położona w województwie wielkopolskim, w powiecie tureckim, w gminie Turek.
Kowale Arcybiskupie (Kowale Księże) były wsią arcybiskupstwa gnieźnieńskiego w powiecie sieradzkim województwa sieradzkiego w końcu XVI wieku. Od 1 stycznia do 12 października 1973 w gminie Kawęczyn. W latach 1975–1998 miejscowość administracyjnie należała do województwa konińskiego.